# Busby (Montana)
Busby és una concentració de població designada pel cens del Comtat de Big Horn a l'estat de Montana (Estats Units).

## Demografia
Segons el cens dels Estats Units del 2000, Busby tenia 695 habitants,
177 habitatges, i 147 famílies. La densitat de població era de 18,9 habitants per km².
Dels 177 habitatges en un 54,2% hi vivien nens de menys de 18 anys, en un 54,2% hi vivien parelles casades, en un 22% dones solteres, i en un 16,4% no eren unitats familiars. En el 14,7% dels habitatges hi vivien persones soles el 5,6% de les quals corresponia a persones de 65 anys o més que vivien soles. El nombre mitjà de persones vivint en cada habitatge era de 3,93 i el nombre mitjà de persones que vivien en cada família era de 4,34.
Per edats la població es repartia de la següent manera: un 46,2% tenia menys de 18 anys, un 7,3% entre 18 i 24, un 25,5% entre 25 i 44, un 16,4% de 45 a 60 i un 4,6% 65 anys o més.
L'edat mediana era de 21 anys. Per cada 100 dones de 18 o més anys hi havia 94,8 homes.
La renda mediana per habitatge era de 28.750 $ i la renda mediana per família de 30.625 $. Els homes tenien una renda mediana de 25.208 $ mentre que les dones 25.250 $. La renda per capita de la població era de 8.383 $. Aproximadament el 30,2% de les famílies i el 35,8% de la població estaven per davall del llindar de pobresa.

## Poblacions properes
El següent diagrama mostra les poblacions més properes.